# خسوس کودینا
خسوس کودینا (اسپانیایی: Jesús Codina‎; ۱۸ دسامبر ۱۹۳۸ – ۱۹ ژوئیهٔ ۱۹۹۹) بازیکن بسکتبال اهل اسپانیا بود.